# Nước đang phát triển
| Rất cao (≥ 0.800) Cao (0.700–0.799) Trung bình (0.550–0.699) | Thấp (≤ 0.549) Không có dữ liệu |

Bản đồ thế giới phân loại chỉ số phát triển con người (dựa trên dữ liệu năm 2019, công bố năm 2020).

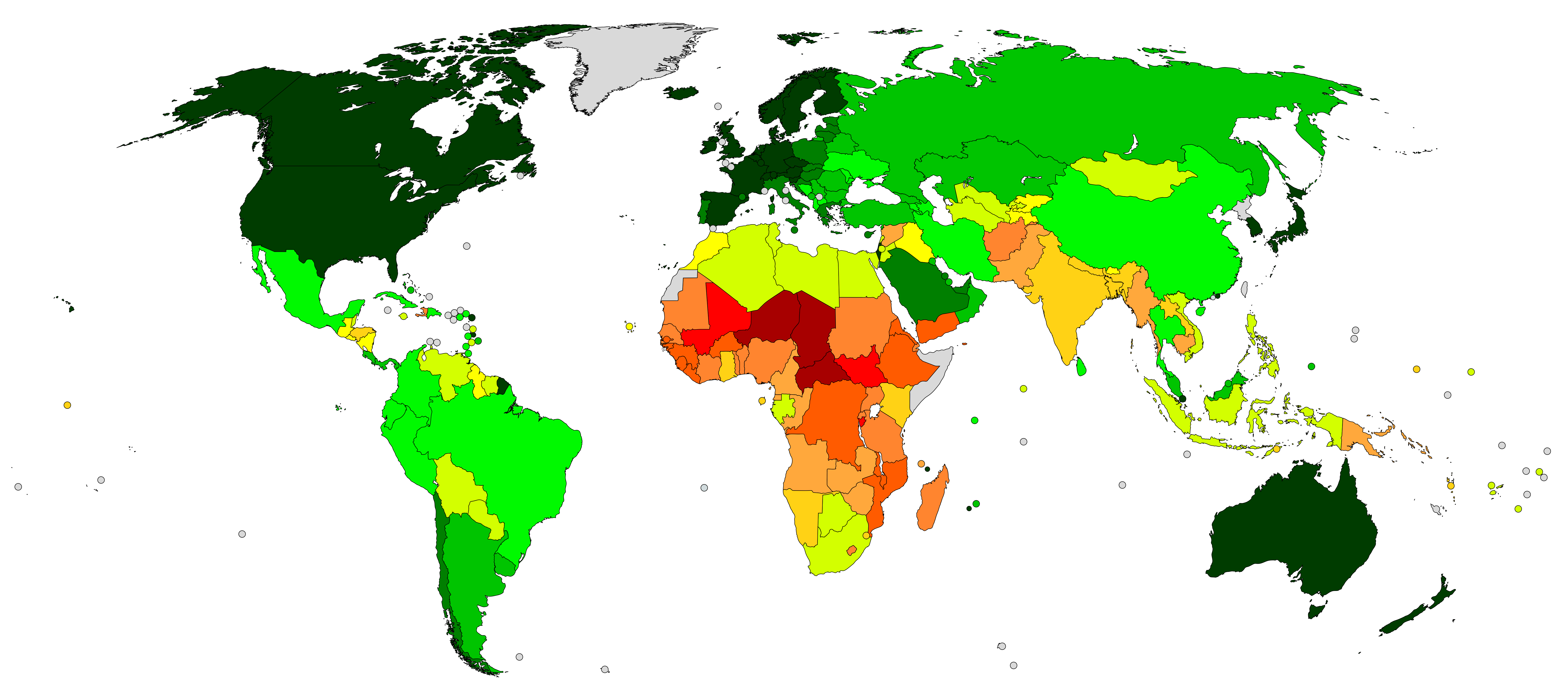
Bản đồ các quốc gia với chỉ số phát triển con người tăng thêm 0.050 (dựa trên dữ liệu năm 2019, công bố năm 2020)
≥ 0.900
0.850–0.899
0.800–0.849
0.750–0.799
0.700–0.749
0.650–0.699
0.600–0.649
0.550–0.599
0.500–0.549
0.450–0.499
0.400–0.449
≤ 0.399
Không có dữ liệu

Các nước công nghiệp mới.

Nước đang phát triển là một quốc gia có bình quân mức sống còn khiêm tốn, có nền tảng công nghiệp chưa được phát triển hoàn toàn và có chỉ số phát triển con người (HDI) cũng như thu nhập bình quân đầu người không cao. Ở các quốc gia này, ngoại trừ nhóm thiểu số (các nước công nghiệp mới) đạt đến được mức khá hoặc cao, phần lớn còn lại có thu nhập bình quân đầu người và chỉ số phát triển con người chỉ ở mức trung bình.
Mức độ phát triển của một xã hội bao hàm cơ sở hạ tầng hiện đại (cả về mặt vật chất và thể chế) và sự chuyển đổi ra khỏi những lĩnh vực sản xuất tạo ra giá trị gia tăng thấp như nông nghiệp và khai thác tài nguyên tự nhiên. Ở các quốc gia phát triển, hệ thống kinh tế dựa trên sự tăng trưởng mạnh mẽ và bền vững ở những lĩnh vực dịch vụ, giáo dục, nghiên cứu phát triển, thông tin...
Việc áp dụng thuật ngữ nước đang phát triển cho toàn thể các nước chưa đạt trình độ nước phát triển trong nhiều trường hợp là không thích hợp, không ít quốc gia nghèo không hề có những cải thiện tình hình kinh tế thậm chí là suy giảm.
Các quốc gia có sự tiến bộ vượt trội so với các nước đang phát triển nhưng chưa đạt tới trình độ của các nước phát triển được đưa vào nhóm nước mới công nghiệp hóa.

## Khái niệm
Sự phát triển của một đất nước được đo đạc bằng các chỉ số thống kê như tổng sản phẩm quốc nội bình quân đầu người (GDP/người), tuổi thọ trung bình, tỷ lệ người biết chữ... Liên hợp quốc xây dựng Chỉ số phát triển con người, một chỉ số tổng hợp của các thống kê trên để xác định mức độ phát triển con người ở mỗi quốc gia.
Nước đang phát triển, nói chung, là các quốc gia có mức sống thấp, chưa đạt được mức độ công nghiệp hóa và GDP danh nghĩa tương xứng với quy mô dân số. Có một sự tương quan chặt chẽ giữa mức thu nhập bình quân đầu người thấp với sự gia tăng dân số nhanh chóng, kể cả giữa các quốc gia và giữa các nhóm dân cư trong một quốc gia.
Thuật ngữ "nước đang phát triển" nhiều khi được thay thế bởi một số tên gọi khác, ví dụ như: "nước kém phát triển", "nước chậm phát triển", "nước nông nghiệp", "Thế giới thứ ba", "Nam bán cầu", thậm chí "nước kém phát triển nhất"...

## Nguyên nhân
Có nhiều học thuyết phát triển và kinh tế lý giải nguyên nhân của sự kém phát triển nhưng không có một sự thống nhất rõ ràng.

### Xã hội
- Thái độ và năng lực bản thân:

- Thái độ và nền văn hóa.
- Năng lực và lối ứng xử của tầng lớp lãnh đạo xã hội.

- Tỷ lệ mang thai và sinh đẻ cao.
- Cơ cấu và các định chế pháp luật:

- Luật pháp không được thực thi nghiêm minh.
- Tha hóa, tham ô của giới công chức.

- Vai trò và vị trí của quốc gia trong tiến trình văn hóa, lịch sử.

### Kinh tế và chính trị
- Sự hoang hóa của đất đai và tàn phá các nguồn lực kinh tế bởi xung đột quân sự.
- Xung đột, bất ổn chính trị hoặc xã hội kéo dài.
- Kìm kẹp tự do kinh tế.
- Thiếu biện pháp bảo vệ những ngành công nghiệp còn non trẻ.
- Sự bóc lột của các nước phát triển.
- Nền kinh tế đóng cửa và thiếu quyết tâm mở rộng giao lưu với thế giới bên ngoài.
- Quản lý ngặt nghèo, mức thuế nặng nề, không khuyến khích đầu tư.
- Giáo dục và thông tin không được quan tâm thích đáng.
- Thiếu sự thúc đẩy, can thiệp của chính phủ để phát triển kinh tế.

## Phân loại
Các quốc gia và vùng lãnh thổ trên thế giới thường được xếp vào 5 nhóm lớn như sau:
1. Các nước công nghiệp phát triển cùng các cường quốc công nghiệp phát triển với kỹ nghệ tiên tiến, thu nhập bình quân đầu người cùng chỉ số phát triển con người luôn duy trì ở mức rất cao: Nhóm G7: Mỹ, Anh, Pháp, Ý, Đức, Nhật Bản, Canada và Liên minh châu Âu (EU). 4 con Rồng kinh tế châu Á: Hàn Quốc, Đài Loan, Hồng Kông, Singapore. Khu vực Trung Đông - Vùng Vịnh: Israel, UAE, Qatar, Oman, Bahrain, Kuwait. Đặc khu hành chính Ma Cao (Trung Quốc). Hai nước thuộc Châu Đại Dương: Úc, New Zealand.
2. Các nước mới công nghiệp hóa - đây là nhóm quốc gia đã cơ bản hoàn thành quá trình công nghiệp hóa, xếp sau các nước phát triển nhưng đứng trên các nước nông nghiệp đang phát triển, chỉ số kinh tế - xã hội duy trì ở mức trung bình đến cao bao gồm: các quốc gia thuộc G-20: Argentina, Thổ Nhĩ Kỳ, Nam Phi, México, Nga, Trung Quốc, Brasil, Ả Rập Xê Út, Liban, khu vực Đông Nam Á:  Indonesia, Thái Lan, Malaysia, một số ít các nước Đông Âu, Ngoại Kavkaz và hai quốc gia Trung Á phát triển nhất (Kazakhstan và Turkmenistan) thuộc Liên Xô cũ... Khu vực Nam Mỹ: Chile, Uruguay...
3. Các quốc gia đang phát triển với nền kinh tế phát triển ổn định và thuận lợi trong một thời gian dài nhưng vẫn phụ thuộc lớn vào nông nghiệp, tỷ trọng công nghiệp trong cơ cấu nền kinh tế có sự gia tăng nhưng chưa cao, GDP đầu người ở mức trung bình thấp: Việt Nam, phần lớn Nam Á (Ấn Độ, Pakistan, Bangladesh...), phần lớn Bắc Phi, phần lớn Trung Mỹ, một số nước Nam Mỹ như Colombia, Peru, Ecuador, Bolivia... phần lớn Trung Á (Mông Cổ, Uzbekistan, Kyrgyzstan, Tajikistan) một số ít quốc gia châu Âu từng tham gia Hiệp ước Warsawa...
4. Các quốc gia đang phát triển nhưng có sự phát triển kinh tế không ổn định do các yếu tố quản lý hoặc chính trị, phụ thuộc lớn, bị động vào tài nguyên, nông nghiệp, tỷ trọng công nghiệp ở mức thấp: Phần lớn châu Phi, một số ít quốc gia Trung Mỹ (ngoại trừ Panama, Jamaica và Puerto Rico), khu vực Tây Á: Iran, Iraq, một phần thế giới Ả Rập ngoại trừ các nước Vùng Vịnh, một số nước Đông Nam Á như Lào, Campuchia, Đông Timor, Châu Đại Dương: Papua New Guinea...
5. Các quốc gia kém phát triển nhất cùng các nước có bình quân thu nhập ở mức thấp, đây là nhóm nước có nền kinh tế chậm phát triển nhất trên thế giới do nhiều nguyên nhân khác nhau như xung đột, chiến tranh, nội chiến, tội phạm, chế độ độc tài, lệnh trừng phạt... kéo dài, tự tách biệt, cô lập với phần còn lại của thế giới, đóng cửa nền kinh tế, nền kinh tế suy sụp, thiếu thông tin nghiêm trọng, trình độ công nghiệp lạc hậu... như: Syria, Haiti, Ethiopia, Angola, Yemen, Somalia, Sudan, Myanmar, Afghanistan, Zimbabwe, CHDCND Triều Tiên, Venezuela...

Thuật ngữ "nước đang phát triển" có thể áp dụng cho bất kỳ nhóm nào kể trên ngoại trừ nhóm thứ nhất.

## Danh sách các nước đang phát triển
Dưới đây là các nước được xem là đang phát triển, theo dữ liệu của Quỹ Tiền tệ Quốc tế, tháng 10 năm 2018.
- Albania
- Algérie
- Angola
- Antigua và Barbuda
- Argentina
- Armenia
- Aruba
- Azerbaijan
- Bahamas
- Bahrain
- Bangladesh
- Barbados
- Belarus
- Belize
- Bénin
- Bhutan
- Bolivia
- Bosna và Hercegovina
- Botswana
- Brasil
- Brunei
- Bulgaria
- Burkina Faso
- Burundi
- Cameroon
- Cape Verde
- Cộng hòa Trung Phi
- Tchad
- Chile
- Trung Quốc
- Colombia
- Comoros
- CHDC Congo
- Cộng hòa Congo
- Costa Rica
- Bờ Biển Ngà
- Croatia
- Djibouti
- Dominica
- Cộng hòa Dominica
- Ecuador
- Ai Cập
- El Salvador
- Guinea Xích Đạo
- Eritrea
- Eswatini (Swaziland)
- Ethiopia
- Fiji
- Gabon
- Gambia
- Gruzia
- Ghana
- Grenada
- Guatemala
- Guinée
- Guiné-Bissau
- Guyana
- Haiti
- Honduras
- Hungary
- Ấn Độ
- Indonesia
- Iran
- Iraq
- Jamaica
- Jordan
- Kazakhstan
- Kenya
- Kiribati
- Kuwait
- Kyrgyzstan
- Lào
- Liban
- Lesotho
- Liberia
- Libya
- Madagascar
- Malawi
- Malaysia
- Maldives
- Mali
- Quần đảo Marshall
- Mauritania
- Mauritius
- México
- Micronesia
- Moldova
- Mông Cổ
- Montenegro
- Maroc
- Mozambique
- Myanmar
- Namibia
- Nauru
- Nepal
- Nicaragua
- Niger
- Nigeria
- Bắc Macedonia
- Oman
- Pakistan
- Palau
- Palestine
- Panama
- Papua New Guinea
- Paraguay
- Peru
- Philippines
- Ba Lan
- Qatar
- Romania
- Nga
- Rwanda
- Saint Kitts và Nevis
- Saint Lucia
- Saint Vincent và Grenadines
- Samoa
- São Tomé và Príncipe
- Ả Rập Xê Út
- Sénégal
- Serbia
- Seychelles
- Sierra Leone
- Quần đảo Solomon
- Somalia
- Nam Phi
- Nam Sudan
- Sri Lanka
- Sudan
- Suriname
- Syria
- Tajikistan
- Tanzania
- Thái Lan
- Timor-Leste
- Togo
- Tonga
- Trinidad và Tobago
- Tunisia
- Thổ Nhĩ Kỳ
- Turkmenistan
- Tuvalu
- Uganda
- Ukraina
- Uruguay
- Uzbekistan
- Vanuatu
- Venezuela
- Việt Nam
- Yemen
- Zambia
- Zimbabwe

Nước đang phát triển không được liệt kê bởi IMF
- Abkhazia
- Cuba
- CHDCND Triều Tiên
- CHDC Ả Rập Sahrawi
- Nam Ossetia